# Comunicazione animale

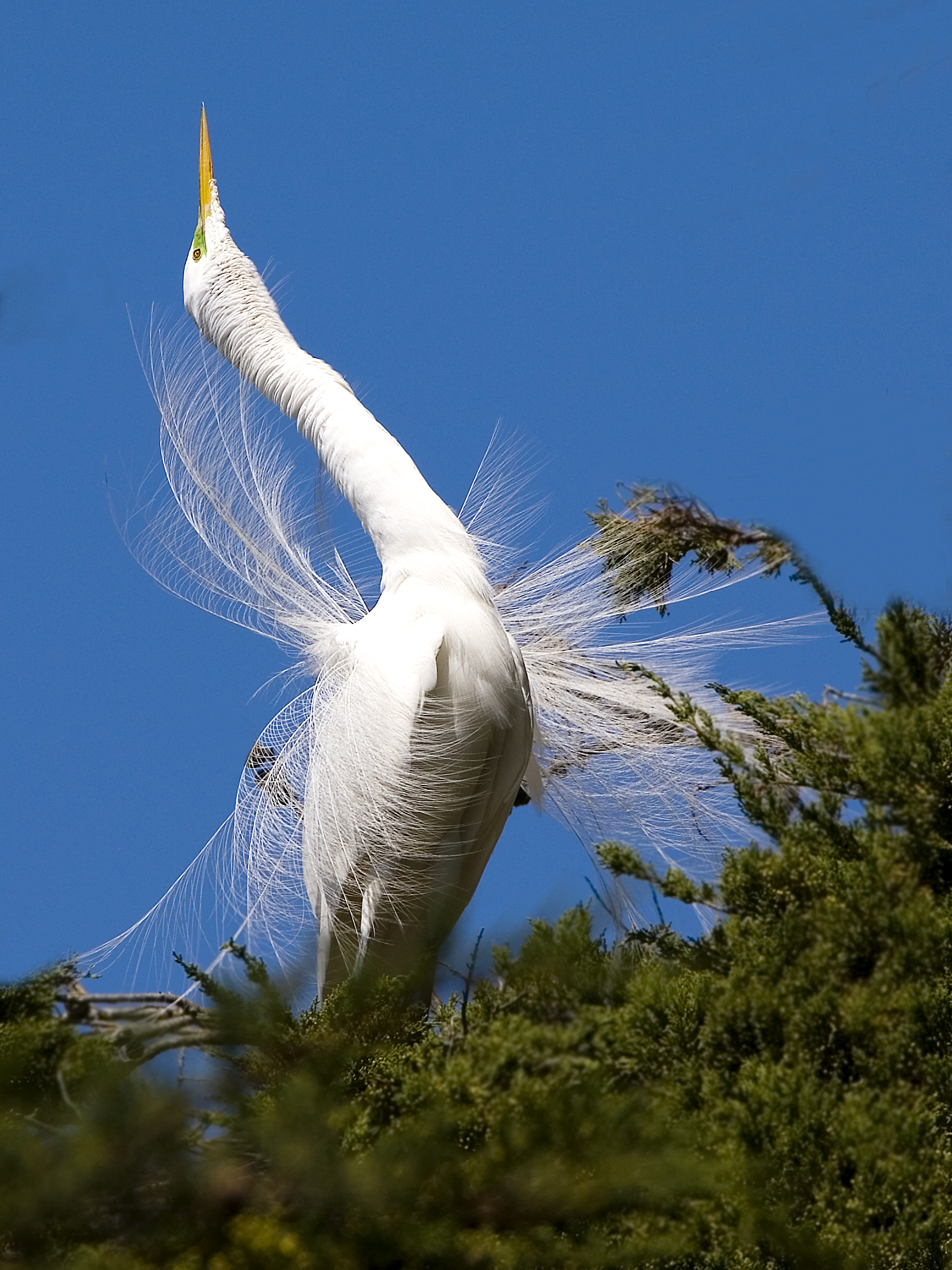
Airone bianco maggiore (Ardea alba) in un'esibizione di corteggiamento che comunica il desiderio di trovare una compagna

La comunicazione animale è il trasferimento di informazioni da un animale o un gruppo di animali (inviante o invianti) a uno o più altri animali (ricevente o riceventi) che influenza l'attuale o futuro comportamento dei riceventi. Le informazioni possono essere inviate intenzionalmente, come in un'esibizione di corteggiamento, o inintenzionalmente, come nel trasferimento di odore dal predatore alla preda. L'informazione può essere trasferita a un "pubblico" di parecchi riceventi. La comunicazione animale è un'area di studio in rapida crescita in discipline che includono il comportamento animale, la sociobiologia, la neurobiologia e la cognizione animale. Molti aspetti del comportamento animale, come l'uso di nomi simbolici, l'espressione emotiva, l'apprendimento e il comportamento sessuale, vengono compresi in modi nuovi.
Quando l'informazione proveniente dall'inviante cambia il comportamento di un ricevente, l'informazione è designata come "segnale". La teoria dei segnali prevede che affinché un segnale possa essere mantenuto tra la popolazione, sia l'inviante sia il ricevente dovrebbero ricevere di solito qualche beneficio dall'interazione. Si pensa che la produzione di segnali da parte degli invianti e la percezione e la successiva risposta dei riceventi coevolvano. I segnali spesso implicano meccanismi multipli, ad es. sia visivi sia uditivi, e affinché un segnale sia compreso, il comportamento sia dell'inviante sia del ricevente richiedono uno studio attento.

## Modalità

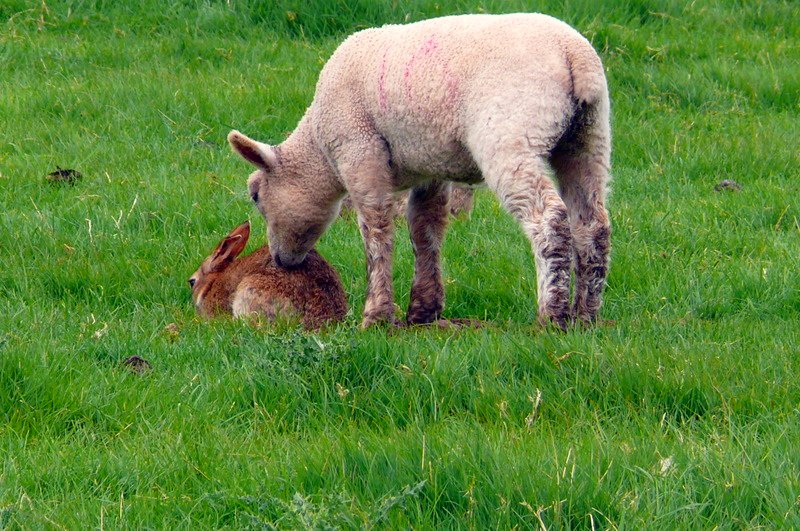
Un agnello indaga un coniglio, un esempio di comunicazione interspecifica corpo e l'olfatto.

### Visiva
Per informazioni sulla percezione di segnali visivi, vedi Vista.
- Gesti: la forma più nota di comunicazione implica l'esibizione di parti distintive del corpo, o di movimenti corporei distintivi; spesso queste si verificano in combinazione, perciò un movimento agisce per rivelare o enfatizzare una parte del corpo. Un esempio notevole è la presentazione del becco del gabbiano reale genitore al suo pulcino come segnale per la nutrizione. Come molti gabbiani, il gabbiano reale ha un becco vivacemente colorato, giallo con una macchia rossa sulla mandibola inferiore vicino alla punta. Quando il genitore ritorna al nido con il cibo, resta in piedi sul pulcino e picchietta il becco sul terreno; questo suscita una risposta implorante da parte del pulcino affamato (beccando la macchia rossa), che stimola il genitore a rigurgitare il cibo. Il segnale completo implica perciò una caratteristica morfologica distintiva (parte del corpo), il becco con la macchia rossa, e un movimento distintivo (picchiettare verso il terreno) che rende la macchia rossa estremamente visibile al pulcino. Mentre tutti i primati usano una qualche forma di gesto,[2] Frans de Waal concluse che le scimmie antropomorfe e gli esseri umani sono unici in quanto soltanto loro usano gesti intenzionali per comunicare. Egli verificò l'ipotesi che i gesti evolvano nel linguaggio studiando i gesti dei bonobo e degli scimpanzé.

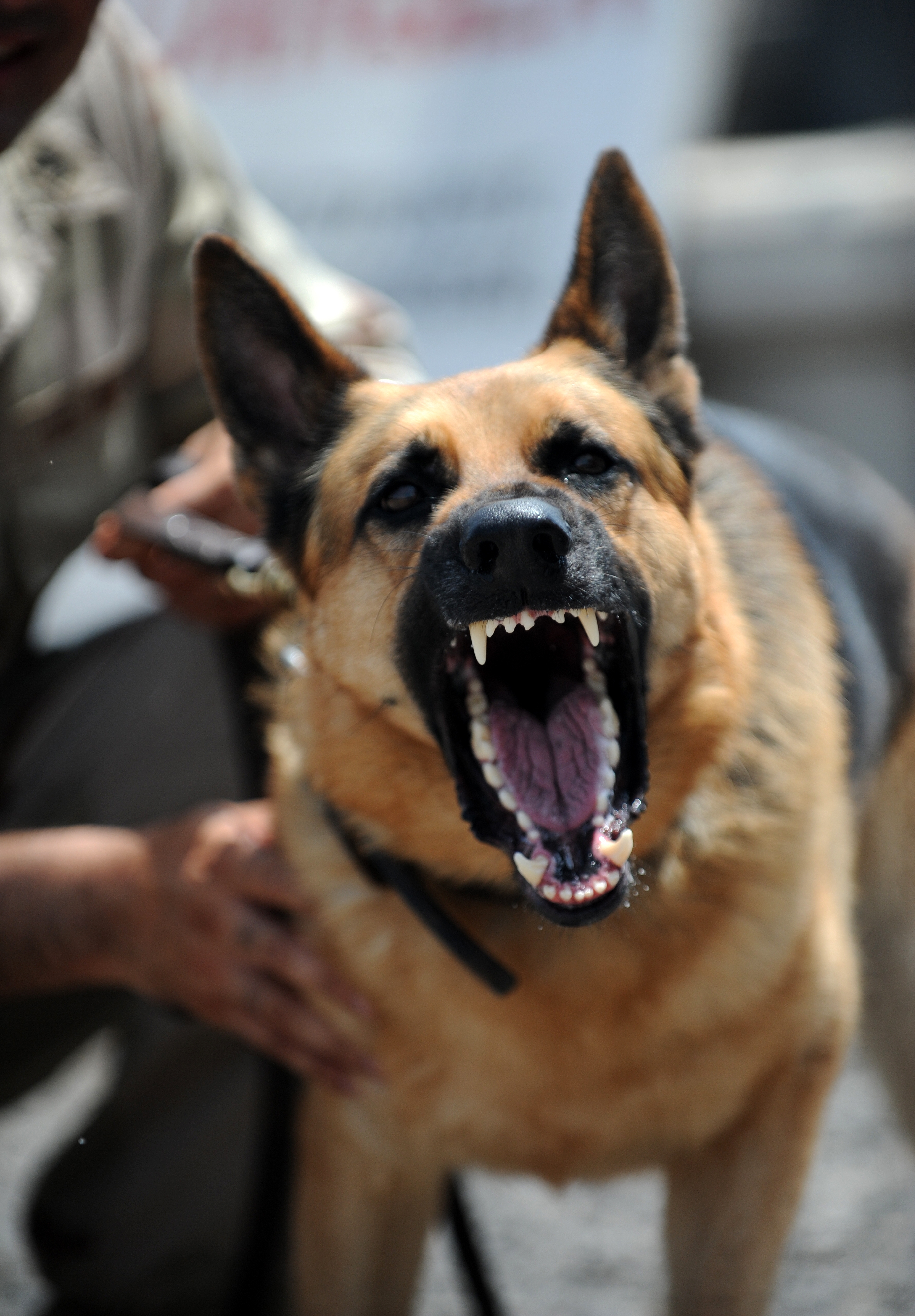
Un'esibizione di minaccia di un cane che scopre i denti, accompagnata da un segnale uditivo, il ringhio.

- Espressione facciale: i gesti facciali giocano un ruolo importante nella comunicazione animale. Spesso un gesto facciale è un segnale di emozione. I cani, per esempio, esprimono rabbia ringhiando e mostrando i denti. In caso di allarme le orecchie si sollevano, in caso di paura le orecchie si appiattiscono mentre i cani espongono leggermente i denti e socchiudono gli occhi. Jeffrey Mogil studiò le espressioni facciali dei topi durante livelli crescenti di dolore; vi erano cinque espressioni facciali riconoscibili: irrigidimento delle orbite, rigonfiamento del naso e delle guance, e cambiamenti nel contegno delle orecchie e dei baffi.[3]
- Seguire lo sguardo: gli animali sociali coordinano la loro comunicazione monitorando l'orientamento della testa e degli occhi l'uno dell'altro. Tale comportamento è da tempo riconosciuto come una componente importante della comunicazione durante lo sviluppo umano, e il seguire lo sguardo ha ricevuto recentemente molta attenzione negli animali. Sono stati condotti studi sulle scimmie antropomorfe e non, sui cani, sugli uccelli e sulle tartarughe, e si sono focalizzati su due diversi compiti: "seguire lo sguardo di un altro nello spazio lontano" e "seguire geometricamente lo sguardo di un altro intorno a una barriera visiva, ad es. riposizionandosi per seguire l'indizio di uno sguardo quando si trovano di fronte a una barriera che bloccava la loro visuale". La prima abilità è stata trovata in un'ampia gamma di animali, mentre la seconda è stata dimostrata solo per le scimmie antropomorfe, i cani, i lupi e i corvidi (corvi); i tentativi di dimostrare questo "inseguimento geometrico dello sguardo" nelle marmose e negli ibis hanno dato risultati negativi. I ricercatori non hanno ancora un'immagine chiara della base cognitiva, ma le prove evolutive indicano che l'inseguimento "semplice" e l'inseguimento "geometrico" dello sguardo si basano probabilmente su meccanismi cognitivi diversi.[4]
- Cambiamento di colore: il cambiamento di colore può essere distinto in cambiamenti che avvengono la crescita e lo sviluppo, e quelli innescati dall'umire, dal contesto sociale, o da fattori abiotici quali la temperatura. Questi ultimi si vedono in modi taxa. Alcuni cefalopodi, come il polpo e la seppia, hanno cellule epiteliali specializzate (cromatofori) che possono cambiare il colore, l'opacità e la riflessività apparente della loro pelle.[5] Oltre al loro uso per il camuffamento, i cambiamenti rapidi nel colore della pelle si usano mentre si va a caccia e nei corteggiamenti rituali.[6] Le seppie possono esibire simultaneamente due segnali interamente diversi da lati opposti del loro corpo. Quando una seppia maschio corteggia una femmina in presenza di altri maschi, mostra uno schema maschile guardando verso la femmina e uno schema femminile guardando in lontananza, per ingannare gli altri maschi.[7] Alcuni segnali cromatici si verificano in cicli. Ad esempio, quando una femmina di babbuino verde comincia ad ovulare, la sua area anogenitale si gonfia e diventa di un rosso/rosa vivo. Questo segnala ai maschi che essa è pronta ad accoppiarsi.[8]
- Comunicazione bioluminescente: la comunicazione mediante la produzione di luce si verifica comunemente in vertebrati e invertebrati negli oceani, particolarmente nelle profondità (ad es. i lofiformi). Due forme ben note di bioluminescenza terrestre si verificano nelle lucciole e nei vermi luminosi. Altri insetti, larve d'insetto, anellidi, aracnidi e perfino specie di funghi possiedono capacità bioluminescenti. Alcuni animali bioluminescenti producono essi stessi la luce, mentre altri hanno una relazione simbiotica con batteri bioluminescenti. (Vedi anche: Organismi bioluminescenti)

### Uditiva

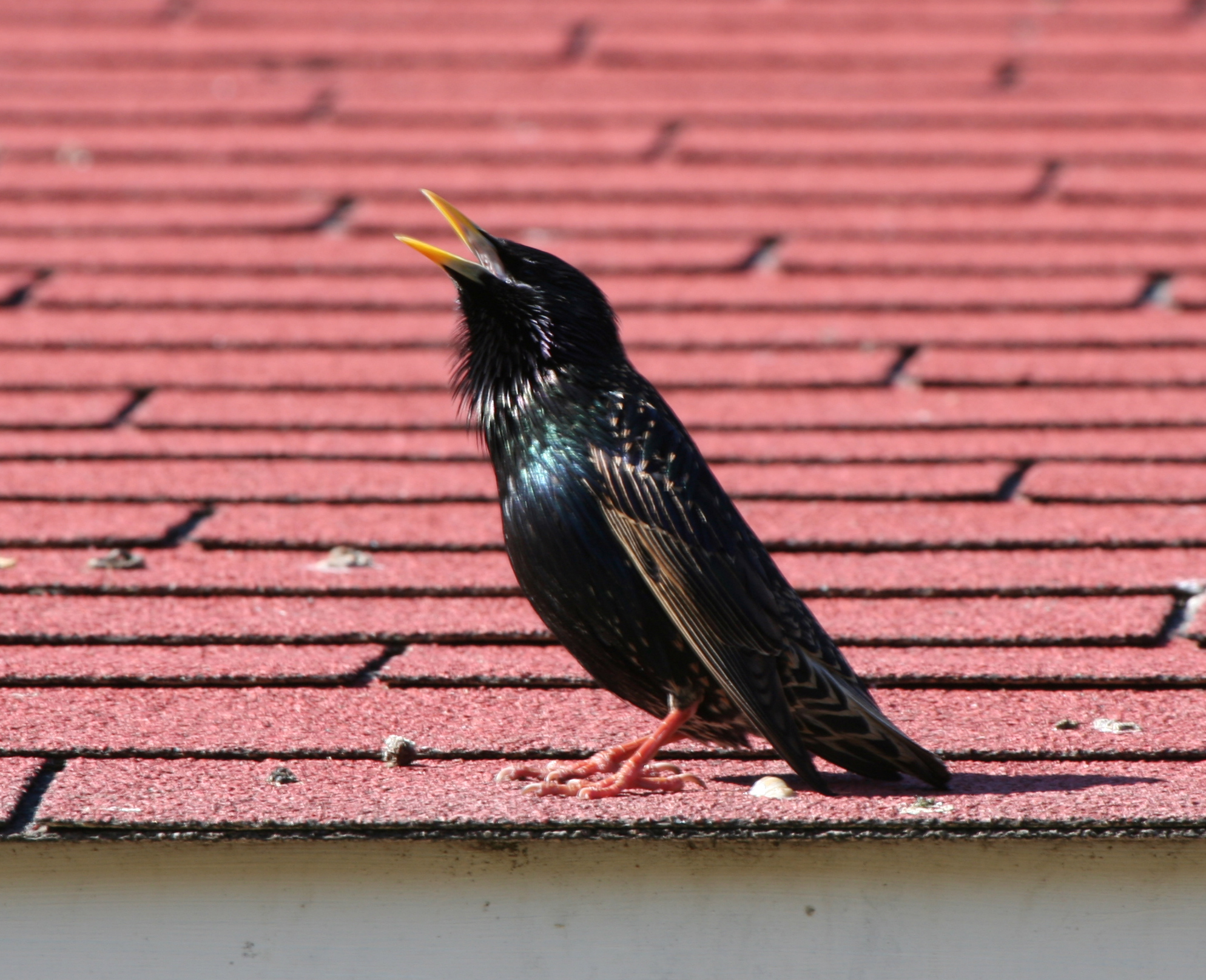
I richiami degli uccelli possono servire come allarmi o per tenere in contatto i membri di uno stormo, mentre i canti degli uccelli, più lunghi e più complessi, sono associati al corteggiamento e accoppiamento..

Molti animali comunicano attraverso la vocalizzazione. La vocalizzazione vocale serve a molti scopi, inclusi i rituali di accoppiamento, i richiami di avvertimento, la trasmissione dell'ubicazione delle fonti di cibo e l'apprendimento sociale. In molte specie, i maschi eseguono richiami durante i rituali di accoppiamento come una forma di competizione contro altri maschi e per mandare segnali alle femmine. Gli esempi includono i pipistrelli dalla testa a martello, i cervi nobili, le megattere, gli elefanti marini e i passeri. Altri casi di comunicazione vocale includono i richiami di allarme del cercopiteco di Campbell, i richiami territoriali dei gibboni e l'uso della frequenza nei pipistrelli americani per distinguere tra i gruppi. Il cercopiteco verde emette un richiamo di allarme distinto per ciascuno dei suoi quattro diversi predatori, e le reazioni delle altre scimmie variano in modo appropriato secondo il richiamo. Per esempio, se un richiamo di allarme segnala un pitone, le scimmie si arrampicano tra gli alberi, mentre l'allarme "aquila" fa sì che le scimmie cerchino un luogo per nascondersi a terra. Anche i cani della prateria usano richiami complessi che segnalano le differenze tra i predatori. Secondo Con Slobodchikoff e altri, i richiami dei cani della prateria comunicano il tipo, la taglia e la velocità di un predatore in avvicinamento. Si è scoperto che i  canti delle balene hanno dialetti diversi in base alla regione.
Non tutti gli animali usano la vocalizzazione come mezzo per la comunicazione uditiva. Molti artropodi sfregano insieme parti specializzate del corpo per produrre suoni. Questa è nota come stridulazione. I grilli e le cavallette sono ben note per questo, ma anche molti altri usano la stridulazione, inclusi i crostacei, i ragni, gli scorpioni, le vespe, le formiche, gli scarafaggi, le farfalle, le falene, i millepiedi e i chilopodi. Un altro mezzo per la comunicazione uditiva è la vibrazione delle vesciche natatorie nei pesci ossei. La struttura delle vesciche natatorie e dei connessi muscoli sonori varia grandemente tra le famiglie dei pesci ossei, dando come risultato un'ampia varietà di suoni. Anche battere insieme parti del corpo può produrre segnali uditivi. Un esempio ben noto di questo è la vibrazione della punta della coda dei serpenti a sonagli come segnale di avvertimento. Altri esempi comprendono lo schiocco del becco negli uccelli, il battito delle ali nelle esibizioni di corteggiamento dei pipridi e il battersi il petto nei gorilla.

### Olfattiva
Pur essendo il più antico metodo di comunicazione, la comunicazione chimica è una delle forme meno comprese in parte a causa della enorme abbondanza di sostanze chimiche nel nostro ambiente e della difficoltà di individuare e misurare tutte le sostanze chimiche in un campione. La capacità di individuare sostanze chimiche nell'ambiente serve a molte funzioni, una cruciale essendo l'individuazione del cibo, una funzione che si sviluppò per la prima volta negli organismi monocellulari (batteri) che vivevano negli oceani durante i primi giorni della vita sulla terra. Via via che questa funzione si evolveva, gli organismi cominciarono a distinguere tra i composti chimici che provenivano dalle risorse, dai conspecifici (stessa specie; cioè compagni e parenti) e dagli eterospecifici (specie diversa; cioè competitori e predatori). Ad esempio, una specie di piccoli ciprinidi può trovarsi bene evitando un habitat con una concentrazione rilevabile di segnali chimici associati a una specie predatrice come i lucci. I ciprinidi con la capacità di percepire la presenza di predatori prima che siano abbastanza vicini da essere visti e poi di risoondere con un comportamento adattivo (come nascondersi) hanno maggiori probabilità di sopravvivere e di riprodursi. La marcatura odorosa e lo sfregamento con i profumi sono forme comuni di comunicazione olfattiva nei mammiferi.

### Elettrica
L'elettrocomunicazione è una forma di comunicazione rara negli animali. Si riscontra principalmente negli animali acquatici, benché alcuni mammiferi di terra, in particolare gli ornitorinchi e le echidne, percepiscano campi elettrici che potrebbero essere usati per la comunicazione.
I pesci debolmente elettrofori forniscono un esempio di elettrocomunicazione, oltre che di elettrolocalizzazione. Questi pesci usano un organo elettrico per generare un campo elettrico, che è rilevato dagli elettrorecettori. Le differenze nella forma delle onde e nella frequenza dei cambiamenti del campo elettrico trasmettono informazioni su specie, sesso e identità. Questi segnali elettrici possono essere generati in risposta ad ormoni, ritmi circadiani ed interazioni con altri pesci. Alcuni predatori, come gli squali e le razze, sono capaci di intercettare di nascosto questi pesci elletrofori attraverso l'elettroricezione passiva.

### Tattile
Il tatto è un fattore chiave in molte interazioni sociali. Ecco alcuni esempi:
- Combattimento: in un combattimento, il tatto può essere usato per sfidare un avversario e coordinare i movimenti durante il combattimento. Può anche essere usato dal perdente per indicare la sottomissione.
- Accoppiamento: i mammiferi spesso avviano l'accoppiamento facendosi la toletta, accarezzandosi o sfregandosi l'uno contro l'altro. Ciò fornisce l'opportunità di applicare segnali chimici e di valutare quelli secreti dal potenziale compagno. Il tatto può anche annunciare l'intenzione del maschio di montare la femmina, come quando un canguro maschio afferra la coda di una femmina. Durante l'accoppiamento, gli stimoli tattili sono importanti per il posizionamento della coppia, la coordinazione e la stimolazione genitale.
- Integrazione sociale: il tatto è ampiamente utilizzato per l'integrazione sociale, un uso che è simboleggiato dalla tolettatura di un animale da parte di un altro. La tolettatura ha diverse funzioni; rimuove i parassiti e i detriti dall'animale accudito, riafferma il legame sociale o la relazione gerarchica tra gli animali, e dà a chi accudisce l'opportunità di esaminare i segnali olfattivi sull'individuo curato, magari aggiungendone altri. Questo comportamento è stato osservato negli insetti sociali, negli uccelli e nei mammiferi.
- Procacciamento del cibo: alcune specie di formiche reclutano le compagne operaie per la ricerca di nuovi cibo toccandole prima con le loro antenne e le loro zampe anteriori, quindi conducendole alla fonte di cibo mentre mantenengono il contatto fisico. Un altro esempio di questo è la danza delle api mellifere.[18]
- Stringersi insieme: il contatto fisico prolungato o lo stringersi insieme servono anche all'integrazione sociale. Stringersi insieme favorisce lo scambio di calore, insieme al trasferimento di informazioni olfattive o tattili. Alcuni organismi vivono in costante contatto con una colonia, ad esempio i coralli coloniali. Quando gli individui sono strettamente collegati in questo modo, un'intera colonia può reagire ai movimenti avversivi o di allarme fatti da pochi individui. In molte ninfe e larve di insetti erbivori, le aggregazioni in cui vi è un contatto prolungato svolgono un ruolo importante nella coordinazione di gruppo. Queste aggregazioni possono assumere la forma di una processione o di una rosetta.

### Sismica
La comunicazione sismica o vibrazionale è lo scambio di informazioni che utilizza segnali vibratori autogenerati trasmessi attraverso un substrato come il suolo, l'acqua, le ragnatele, i gambi delle piante o un filo d'erba. Questa forma di comunicazione presenta parecchi vantaggi, ad esempio può essere inviata indipendentemente dai livelli di luce e di rumore e di solito ha un raggio corto e una persistenza breve, che può ridurre il pericolo di rilevamento da parte dei predatori. L'uso della comunicazione sismica si trova in molti taxa, tra cui rane, topi canguro, topi talpa, api, vermi nematodi e altri. I tetrapodi di solito producono onde sismiche battendo a terra con una parte del corpo, un segnale che viene percepito dal sacculo del ricevente. Il sacculo è un organo nell'orecchio interno che contiene un sacco membranoso utilizzato per l'equilibrio, ma può anche rilevare le onde sismiche negli animali che usano questa forma di comunicazione. Le vibrazioni possono essere combinate con altri tipi di comunicazione.

### Termica

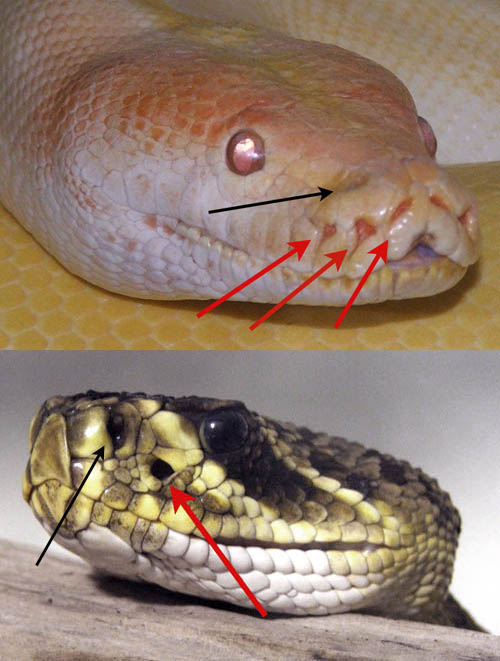
Un pitone (in alto) e un serpente a sonagli che illustrano le posizioni degli organi delle fossette. Le frecce rosse indicano gli organi delle fossette mentre le frecce nere indicano la narice.

Parecchi serpenti diversi hanno la capacità di percepire la radiazione termica a infrarossi (IR), che consente a questi rettili di ricavare immagini termiche dal calore radiante emesso dai predatori o dalle prede a lunghezze d'onda tra 5 e 30 μm. L'accuratezza di questo senso è tale che un serpente a sonagli cieco può mirare il suo attacco alle parti del corpo vulnerabili di un animale da preda. In precedenza si pensava che gli organi delle fossette si fossero evoluti principalmente come rilevatori di prede, ma ora si ritiene che possano essere utilizzati anche per controllare la temperatura corporea.
Le fossette facciali che permettevano la termoregolazione subirono un'evoluzione parallela nelle vipere dalle fossette e in alcuni boa e pitoni, essendosi evolute una volta nelle vipere dalle fossette e più volte nei boa e nei pitoni. L'elettrofisiologia della struttura è simile tra i lignaggi, ma differisce nell'anatomia della struttura grossolana. Più superficialmente, le vipere dalle fossette possiedono un grande organo a fossetta su entrambi i lati della testa, tra l'occhio e la narice (fossetta loreale), mentre boa e pitone hanno tre o più fossette relativamente più piccole che rivestono il labbro superiore e talvolta quello inferiore, nelle o tra le scaglie. Gli organi delle vipere dalle fossette sono i più avanzati, con una membrana sensoriale sospesa rispetto a una semplice struttura a fossetta. All'interno della famiglia Viperidae, l'organo della fossetta si riscontra solo nella sottofamiglia Crotalinae: le vipere dalle fossette. Nonostante il rilevamento delle radiazioni IR, il meccanismo IR delle fossette è dissimile dai fotorecettori; mentre i fotorecettori rilevano la luce attraverso reazioni fotochimiche, la proteina nelle fossette facciali dei serpenti è un canale ionico sensibile alla temperatura. Rileva i segnali a infrarossi attraverso un meccanismo che implica il riscaldamento dell'organo, piuttosto che la reazione chimica alla luce. Ciò è coerente con la sottile membrana della fossetta, che consente alle radiazioni IR in ingresso di riscaldare rapidamente e con precisione un dato canale ionico e innescare un impulso nervoso, oltre a vascolarizzare la membrana della fossetta per raffreddare rapidamente il canale ionico alla sua originale temperatura di "riposo" o "inattiva".
I vampiri veri di Azara (Desmodus rotundus), ossia i pipistrelli vampiri comuni, hanno sensori IR specializzati nella loro foglia nasale. I pipistrelli vampiri sono gli unici mammiferi che si nutrono esclusivamente di sangue. Il rilevamento IR consente al Desmodus di localizzare animali omeotermici come bovini e cavalli entro un intervallo di circa 10-15 cm. Questa percezione degli infrarossi può essere utilizzata per individuare le regioni con il massimo flusso di sangue nella preda bersaglio.

## Autocomunicazione
L'autocomunicazione è un tipo di comunicazione in cui l'inviante e il ricevente sono lo stesso individuo. L'inviante emette un segnale che è alterato dall'ambiente ed infine è ricevuto dallo stesso individuo. Il segnale alterato fornisce informazioni che possono indicare cibo, predatori o conspecifici. Poiché l'inviante e il ricevente sono lo stesso animale, la pressione evolutiva massimizza l'efficacia del segnale, cioè la misura in cui il segnale emesso è correttamente identificato da un ricevente malgrado la propagazione, la distorsione e il rumore. Ci sono due tipi di autocomunicazione. La prima è l'elettrolocalizzazione attiva che si trova nei pesci elettrici Gymnotiformes (pesci coltello) e Mormyridae (pesci elefante) e anche nell'ornitorinco (Ornithorhynchus anatinus). Il secondo tipo di autocomunicazione è l'ecolocalizzazione, che si trova nei pipistrelli e nei cetacei dentati.

## Funzioni
Ci sono molte funzioni della comunicazione animale. Tuttavia, alcune sono state studiate in modo più dettagliato di altre. Ciò comprende:
- Comunicazione durante le competizioni: la comunicazione animale svolge un ruolo fondamentale nel determinare il vincitore della competizione per una risorsa. Molte specie hanno segnali distinti che indicano l'aggressività o la volontà di attaccare o segnali per trasmettere la ritirata durante le competizioni per il cibo, i territori o i compagni.
- Rituali di accoppiamento: gli animali producono segnali per attirare l'attenzione di un possibile compagno o per consolidare i legami di coppia. Questi segnali implicano frequentemente l'esibizione di parti del corpo o posture. Ad esempio, una gazzella assumerà pose caratteristiche per iniziare l'accoppiamento. I segnali di accoppiamento possono includere anche l'uso di segnali olfattivi o richiami di accoppiamento esclusivi di una specie. Gli animali che formano legami di coppia duraturi hanno spesso schermi simmetrici che si fanno l'uno con l'altro. Esempi famosi sono l'offerta reciproca di canne da parte degli svassi maggiori studiata da Julian Huxley, le esibizioni di trionfo mostrate da molte specie di oche e pinguini nei loro siti di nidificazione, e le spettacolari esibizioni di corteggiamento da parte degli uccelli del paradiso.
- Proprietà/territorio: i segnali utilizzati per rivendicare o difendere un territorio, il cibo o un compagno.
- Segnali relativi al cibo: molti animali fanno "richiami per il cibo" per attirare un compagno, una prole o altri membri di un gruppo sociale a una fonte di cibo. Forse il segnale più elaborato relativo al cibo è la danza delle api da miele studiata da Karl von Frisch. Un esempio ben noto di implorazione della prole in una covata o in una figliata è quello dei passeri nidicoli. Il segnale dei corvi giovani segnalerà ai corvi più anziani quando incontreranno cibo nuovo o non verificato. I macachi rhesus invieranno richiami per il cibo per informare le altre scimmie di una fonte di cibo. I feromoni sono rilasciati da molti insetti sociali per guidare gli altri membri della società alla fonte di cibo. Ad esempio, le formiche lasciano una traccia di feromone sul terreno che può essere seguita da altre formiche per condurle alla fonte di cibo.
- Richiami di allarme: i richiami di allarme comunicano la minaccia di un predatore. Ciò consente a tutti i membri di un gruppo sociale (e talvolta ad altre specie) di rispondere di conseguenza. Questo può includere correre al coperto, diventare immobile o riunirsi in un gruppo per ridurre il rischio di attacco. I segnali di allarme non sono sempre vocalizzazioni. Le formiche schiacciate rilasceranno un feromone di allarme per attirare più formiche e metterle in stato di attacco.
- Metacomunicazione: segnali che modificano il significato dei segnali successivi. Un esempio è la "faccia giocosa" nei cani che segnala che un successivo segnale aggressivo fa parte di un combattimento per gioco piuttosto che di un episodio aggressivo serio.

## Interpretazione del comportamento animale
Come descritto sopra, molti gesti, posture e suoni animali trasmettono un significato agli animali vicini. Questi segnali sono spesso più facili da descrivere che da interpretare. Vi è la tentazione, specialmente con gli animali addomesticati e con le scimmie, di antropomorfizzare, cioè di interpretare le azioni degli animali in termini umani, ma questo può essere alquanto fuorviante; ad esempio, il "sorriso" di una scimmia è spesso un segno di aggressione. Inoltre, lo stesso gesto può avere significati diversi secondo il contesto nel quale si verifica. Ad esempio, lo scuotimento e la postura della coda di un cane domestico possono essere usati in modi diversi per trasmettere molti significati, come illustrato in L'espressione delle emozioni nell'uomo e negli animali di Charles Darwin, pubblicato nel 1872. Alcune delle illustrazioni di Darwin sono riprodotte qui.

Esempi di posizioni della coda che indicano emozioni diverse nei cani
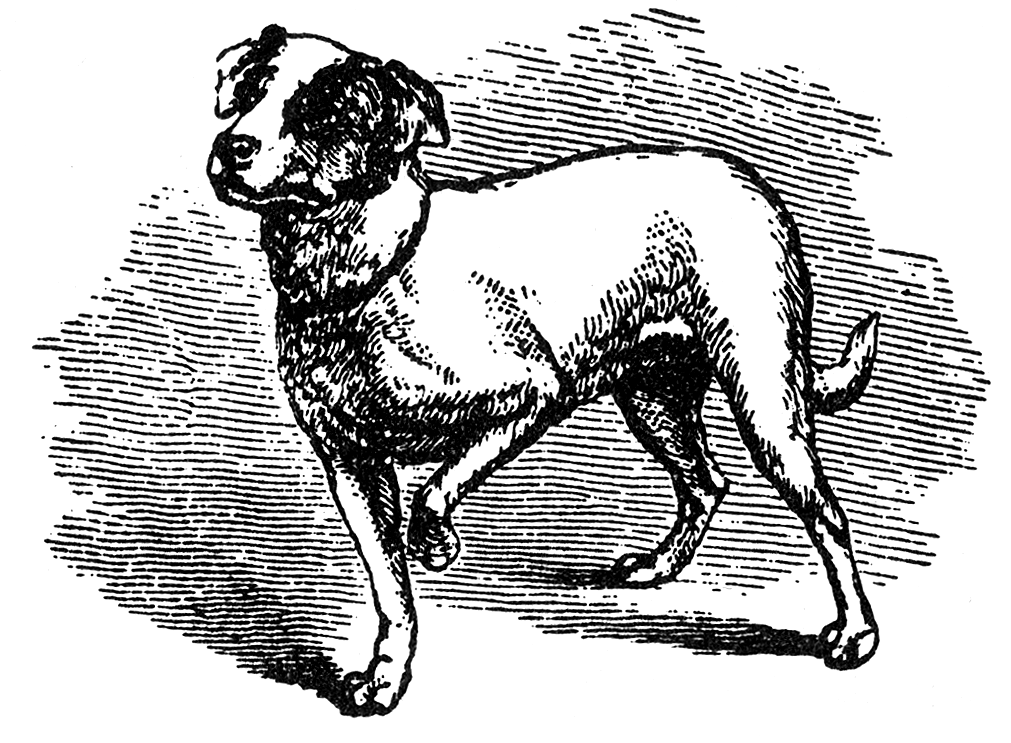
"Cagnolino che osserva un gatto su un tavolo"
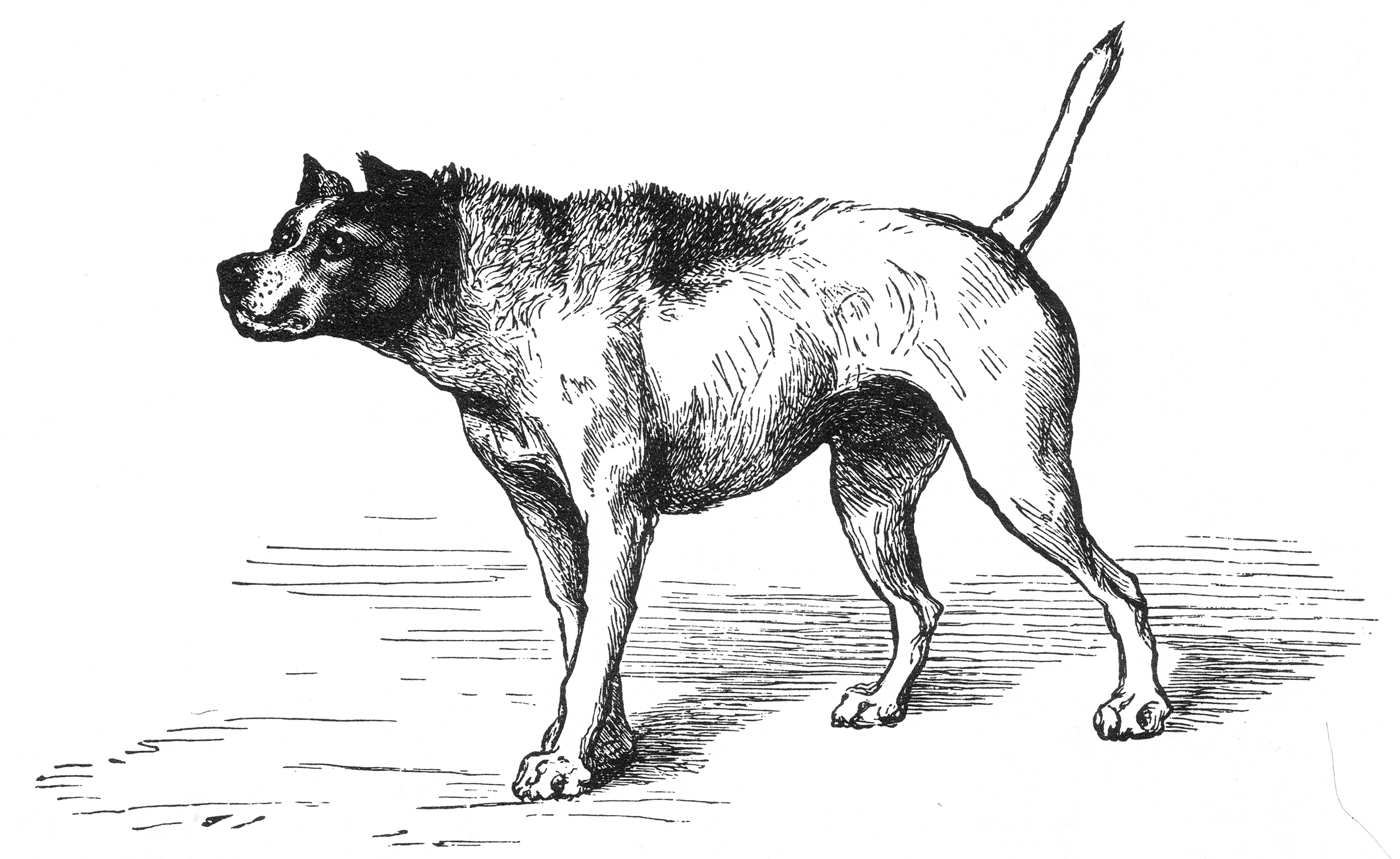
"Cane che si avvicina a un altro cane con intenzioni ostili"
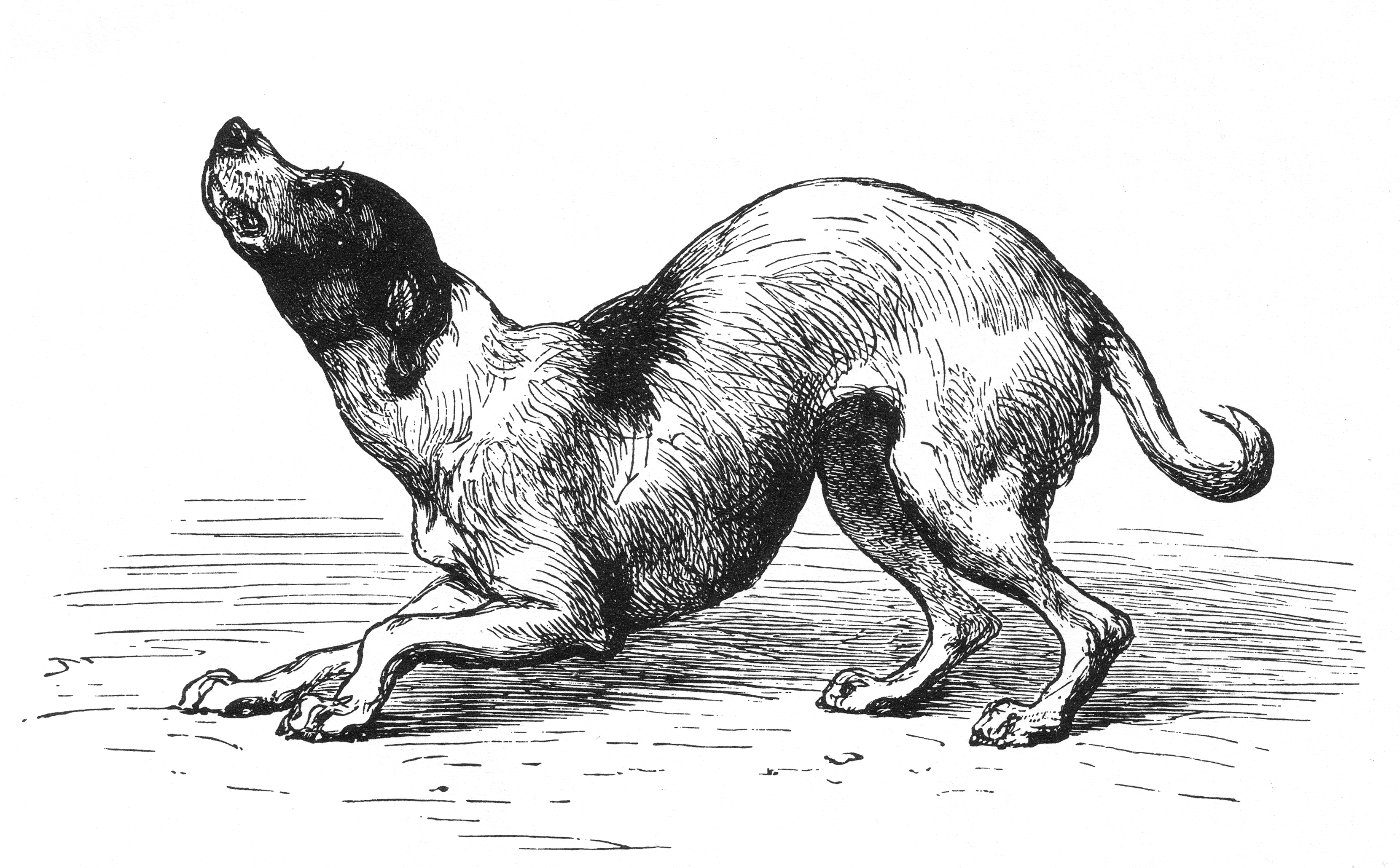
"Cane in atteggiamento umile e affettuoso"
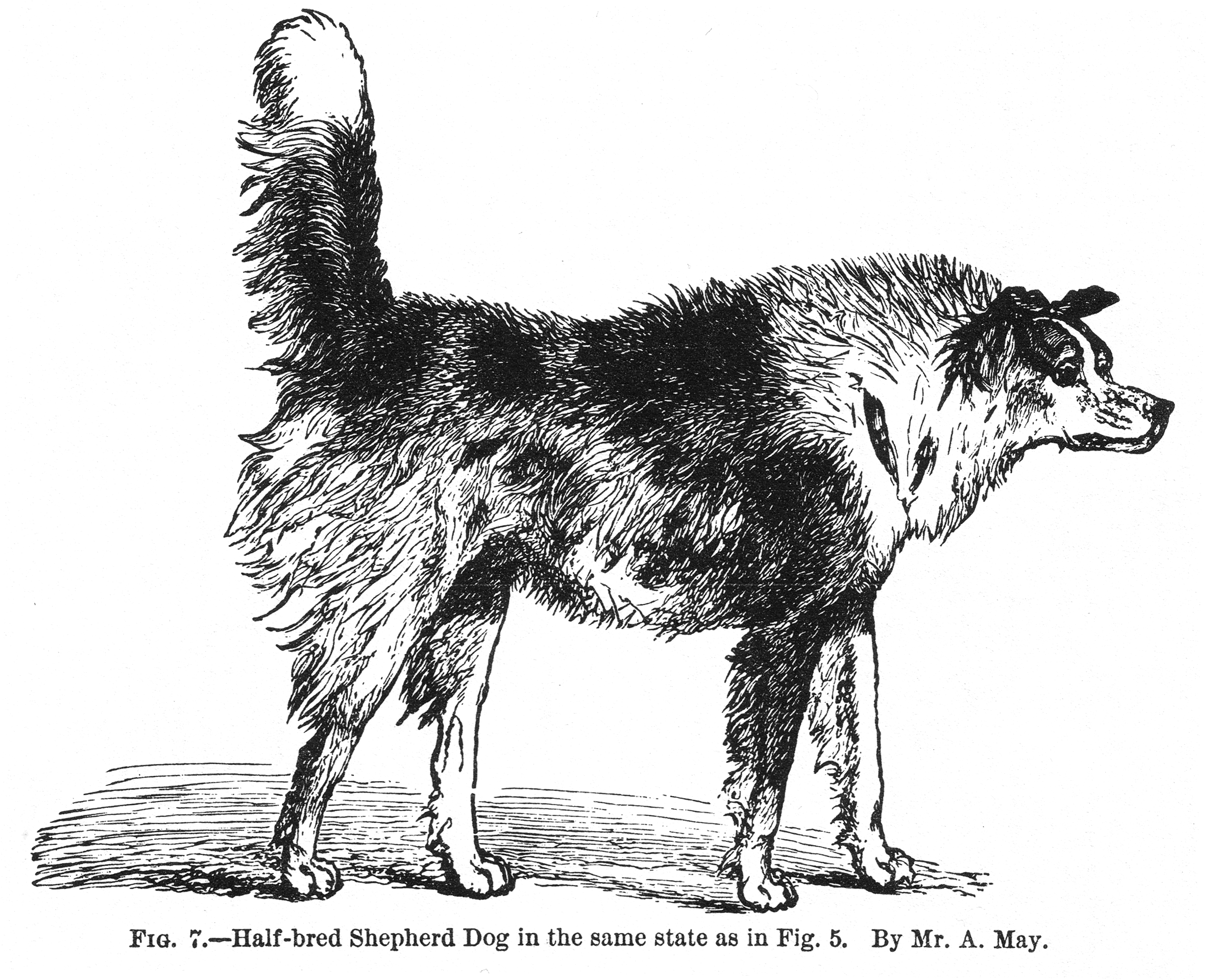
"Cane pastore meticcio"
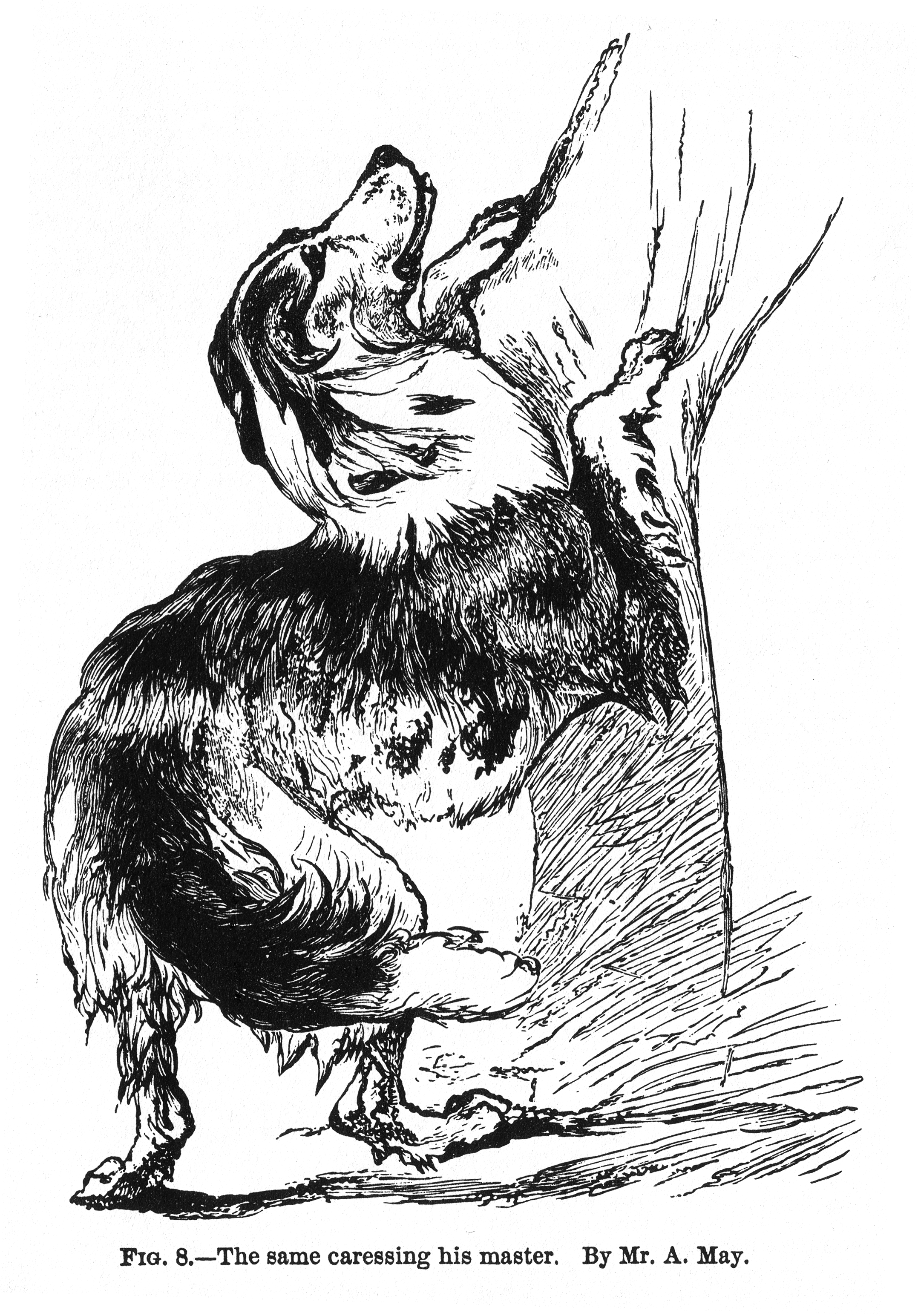
"Cane che accarezza il suo padrone"

## Comunicazione interspecifica
Gran parte della comunicazione animale è intraspecifica, cioè, avviene tra membri della stessa specie. Per quanto riguarda la comunicazione interspecifica, è di particolare interesse quella tra predatore e preda.

### Dalla preda al predatore
Se un animale da preda si muove, fa un rumore o vibrazioni, o emette un odore in modo tale che un predatore possa individuarlo, questo è coerente con la definizione di "comunicazione" data sopra. Questo tipo di comunicazione è noto come captazione intercettiva se un predatore intercetta un messaggio destinato ai conspecifici.
Ci sono, tuttavia, alcune azioni delle specie da preda che sono chiaramente dirette ai predatori effettivi o potenziali. Un buon esempio è la colorazione di avvertimento: specie come le vespe che sono in grado di nuocere ai potenziali predatori spesso hanno colori brillanti, e questo modifica il comportamento del predatore, che o istintivamente o come risultato dell'esperienza eviterà di attaccare un tale animale. Alcune forme di mimetismo ricadono nella stessa categoria: per esempio i Sirfidi sono colorati allo stesso modo delle vespe, e sebbene non siano in grado di pungere, la forte tendenza dei predatori ad evitare le vespe dà ai Sirfidi una certa protezione. Ci sono anche cambiamenti comportamentali che agiscono in modo simile alla colorazione di avvertimento. Ad esempio, i canidi come i lupi e i coyote possono adottare una postura aggressiva, come ringhiare con i denti scoperti, per indicare che se necessario combatteranno, e i serpenti a sonagli usano il loro ben noto sonaglio per avvertire i potenziali predatori del loro morso velenoso. A volte, un cambiamento comportamentale e una colorazione di avvertimento si combineranno, come in certe specie di anfibi che hanno la maggior parte del loro corpo colorata per confondersi con l'ambiente circostante, tranne per una pancia con i colori vivaci. Quando sono di fronte a una potenziale minaccia, mostrano la pancia, indicando che sono in qualche modo velenosi.
Un altro esempio di comunicazione dalla preda al predatore è il segnale deterrente per l'inseguimento. I segnali deterrenti per l'inseguimento avvengono quando la preda indica al predatore che l'inseguimento sarebbe infruttuoso perché il segnalante è pronto a fuggire. I segnali deterrenti per l'inseguimento forniscono un beneficio sia al segnalante che al ricevente; impediscono all'inviante di sprecare tempo ed energia scappando, ed impediscono al ricevente di investire in un inseguimento costoso che è improbabile che finisca con la cattura. Tali segnali possono pubblicizzare l'abilità della preda a fuggire e riflettere la condizione fenotipica (pubblicità qualitativa), o possono pubblicizzare che la preda ha individuato il predatore (pubblicità percettiva). I segnali deterrenti per l'inseguimento sono stati riferiti per un'ampia varietà di taxa, tra i quali pesci (Godin e Davis, 1995), lucertole (Cooper et al., 2004), ungulati (Caro, 1995), conigli (Holley, 1993), primati (Zuberbuhler et al., 1997), roditori (Shelley e Blumstein 2005, Clark, 2005) e uccelli (Alvarez, 1993, Murphy, 2006, 2007). Un esempio familiare di segnale deterrente per l'inseguimento mediante pubblicità qualitativa è il "saltellamento" (stotting o pronking), una combinazione notevole di corsa con le zampe rigide mentre si salta simultaneamente, mostrata da alcune antilopi come la gazzella di Thomson in presenza di un predatore. Sono state proposte almeno 11 ipotesi per spiegare il saltellamento. Una teoria oggi prevalente è che esso allerta i predatori che l'elemento della sorpresa è stato perso. I predatori come i ghepardi fanno affidamento sugli attacchi di sorpresa, provato dal fatto che le cacce raramente hanno successo quando l'antilope saltella. I predatori non sprecano energia in una caccia che probabilmente sarà infruttuosa (comportamento ottimale per la ricerca di cibo). La pubblicità qualitativa può essere comunicata con modalità diverse da quella visiva. Il topo canguro dalla coda a bandiera produce parecchi schemi complessi di battere i piedi in numerosi contesti diversi, uno dei quali è quando incontra un serpente. Il battere i piedi può allertare la prole nei pressi, ma probabilmente trasmette vibrazioni attraverso il terreno che segnalano che il topo è troppo all'erta perché un attacco abbia successo, impedendo così l'inseguimento predatorio del serpente.

### Dal predatore alla preda

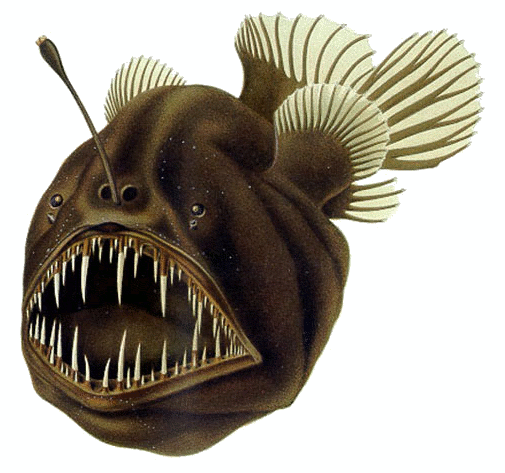
Il melanoceto va a caccia di piccoli pesci con l'inganno facendo dondolare un'esca bioluminescente davanti alle sue fauci.

Normalmente, i predatori tentano di ridurre la comunicazione con la preda perché questa ridurrà generalmente l'efficacia della loro caccia. Tuttavia, alcune forme di comunicazione tra predatore e preda si verificano in modi che cambiano il comportamento delle prede e rendono la loro cattura più facile, cioè con l'inganno da parte del predatore. Un esempio ben noto sono i pesci pescatori, predatori da agguato che aspettano che la preda venga da loro. Un pesce pescatore ha un'escrescenza carnosa bioluminescente che sporge dalla fronte e che fa dondolare davanti alle sue fauci. I pesci più piccoli tentano di prendere l'esca, ponendosi così nella posizione migliore perché il pesce pescatore possa catturarli. Un altro esempio di comunicazione ingannevole si osserva nel genere dei ragni saltatori (Myrmarachne). Questi sono chiamati comunemente "ragni mirmecomorfi" (letteralmente "che hanno la forma di formica") in quanto imitano le sembianze e, talvolta, il comportamento delle formiche, agitando le zampe anteriori in aria per simulare delle antenne e nascondere il diverso numero di zampe (otto nei ragni, sei nelle formiche).

### Uomo/animale
Vari modi nei quali gli esseri umani interpretano il comportamento degli animali, o impartiscono loro dei comandi, sono coerenti con la definizione di comunicazione interspecifica. L'interpretazione abile delle comunicazioni animali può essere cruciale per il benessere degli animali che vengono accuditi o addestrati dagli umani. Ad esempio, occorre riconoscere i comportamenti che indicano dolore. In realtà, può essere in gioco la sopravvivenza sia dell'animale che dell'essere umano se, ad esempio, questi non riesce a riconoscere un segnale di attacco imminente.
Dalla fine degli anni 1990, uno scienziato, Sean Senechal, sviluppa, studia e usa il linguaggio appreso visibile, espressivo nei cani e nei cavalli. Insegnando a questi animali un linguaggio gestuale (artificiale) simile alla lingua dei segni americana, si è scoperto che gli animali usano i nuovi segni per conto proprio per ottenere ciò di cui hanno bisogno. I recenti esperimenti sul linguaggio animale sono forse il tentativo più sofisticato finora di stabilire una comunicazione uomo-animale, anche se la loro relazione con la comunicazione animale naturale è incerta.

## Altri aspetti

### Evoluzione
L'importanza della comunicazione è evidente dalla morfologia, dal comportamento e della fisiologia altamente elaborate che alcuni animali hanno sviluppato per facilitarla. Questi aspetti includono alcune delle strutture più impressionanti del regno animale, come la coda del pavone, i palchi del cervo maschio e il collare del clamidosauro, ma includono anche la modesta macchia rossa sul becco del gabbiano reale nordico. Per la comunicazione sono stati sviluppati comportamenti altamente elaborati come la danza delle gru, i cambiamenti di aspetto delle seppie, e la raccolta e disposizione dei materiali da parte degli uccelli giardinieri. Altre prove dell'importanza della comunicazione negli animali sono la prioritizzazione delle caratteristiche fisiologiche per questa funzione, ad esempio, il canto degli uccelli sembra avere strutture cerebrali interamente dedicate alla sua produzione. Tutti questi adattamenti richiedono una spiegazione evolutiva.
Ci sono due aspetti nella spiegazione richiesta:
- identificare una strada attraverso la quale un animale che mancasse della relativa caratteristica o comportamento potrebbe acquisirla;
- identifica la pressione selettiva che rende adattivo per gli animali sviluppare strutture che facilitino la comunicazione, emettano comunicazioni e rispondano ad esse.

Contributi significativi al primo di questi problemi furono apportati da Konrad Lorenz e da altri dei primi etologi. Confrontando specie imparentate all'interno dei gruppi, essi dimostrarono che i movimenti e le parti del corpo che nelle forme primitive non avevano alcuna funzione comunicativa potevano essere "catturate" in un contesto nel quale la comunicazione era funzionale per uno o per entrambi i partner e potevano evolvere in una forma più elaborata, specializzata. Ad esempio, Desmond Morris mostrò in uno studio sui fringuelli erbicoli che in varie specie si presentava una risposta con uno strofinamento del becco, che serviva normalmente a lisciarsi le penne, ma che in alcune specie questo era stato elaborato in un segnale di corteggiamento.
Il secondo problema è stato più controverso. I primi etologi assumevano che la comunicazione avvenisse per il bene della specie nel suo complesso, ma questo richiederebbe un processo di selezione di gruppo che si ritiene sia matematicamente impossibile nell'evoluzione degli animali con riproduzione sessuale. L'altruismo verso un gruppo non imparentato non è ampiamente accettato nella comunità scientifica, ma può essere visto piuttosto come altruismo reciproco, aspettandosi lo stesso comportamento dagli altri, un beneficio del vivere in un gruppo. I sociobiologi sostenevano che i comportamenti che beneficiavano un intero gruppo di animali potessero emergere come risultato di pressioni selettive che agivano unicamente sull'individuo. Una visione dell'evoluzione centrata sui geni propone che i comportamenti che consentivano a un gene di affermarsi più ampiamente all'interno di una popolazione sarebbero stati selezionati positivamente, anche se il loro effetto sugli individui o sulla specie nel suo complesso fosse stato dannoso.

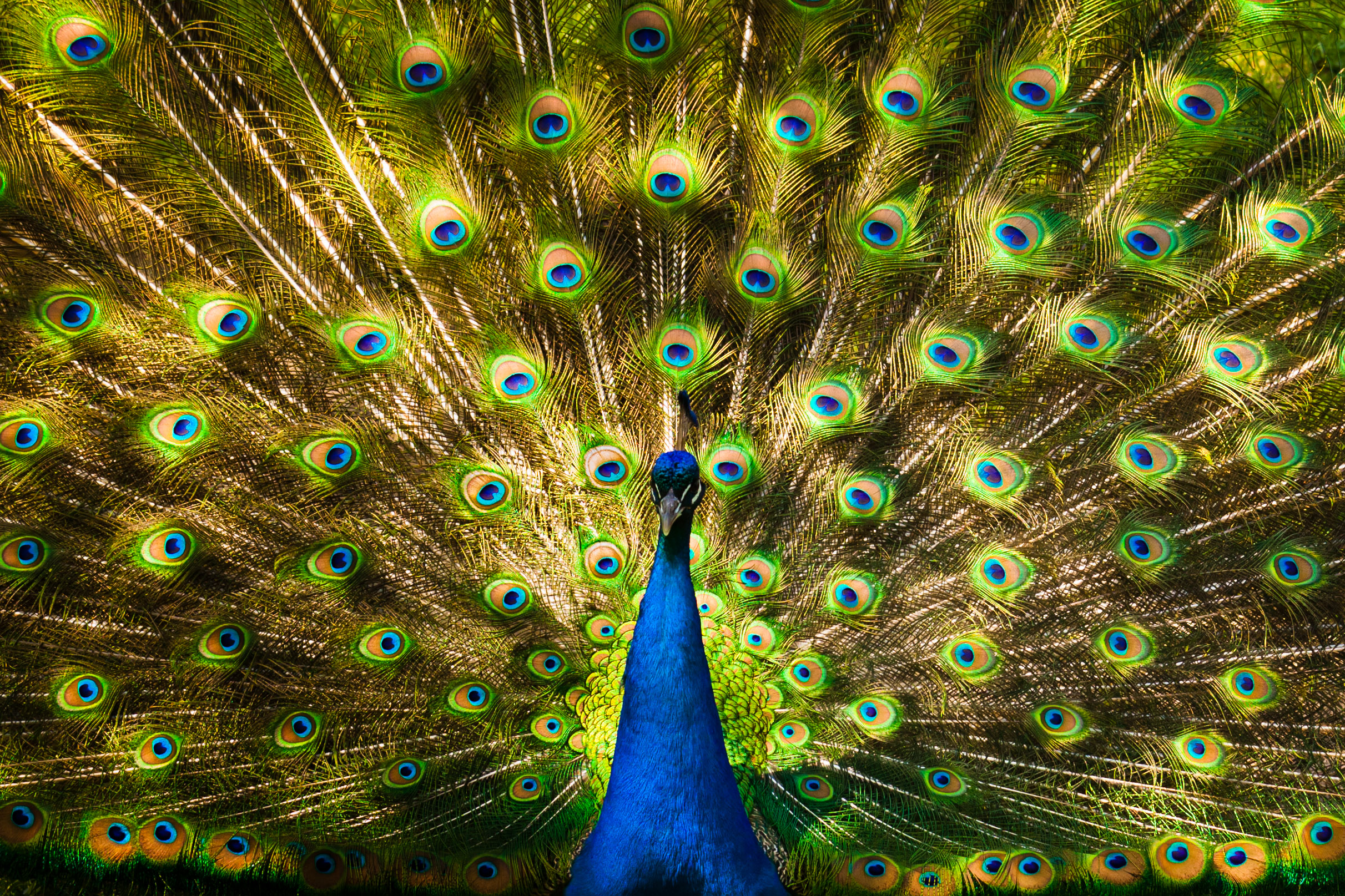
I segnali apparentemente eccessivi degli ocelli da parte della coda del pavone possono essere un esempio di selezione incontrollata

Nel caso della comunicazione, un'importante discussione di John Krebs e Richard Dawkins stabilì delle ipotesi manipolatorie per l'evoluzione di tali comunicazioni apparentemente altruistiche o mutualistiche come richiami di allarme e segnali di corteggiamento emersi in base a una selezione individuale. Questo portò a comprendere che la comunicazione poteva non essere sempre "onesta" (in realtà, ci sono alcuni esempi ovvi in cui non lo è, come nel mimetismo). La possibilità di una comunicazione disonesta evolutivamente stabile è stata oggetto di molte controversie, con Amotz Zahavi in particolare che sosteneva che essa non può esistere nel lungo termine. Anche i sociobiologi si sono occupati dell'evoluzione di strutture di segnalazione apparentemente eccessive come la coda del pavone; si ritiene ampiamente che tali strutture possano emergere soltanto come risultato della selezione sessuale, che può creare un processo di retroazione positiva che conduce alla rapida esagerazione di una caratteristica, la quale conferisce un vantaggio in una situazione competitiva per la selezione del compagno.
Una teoria per spiegare l'evoluzione di caratteristiche come la coda del pavone è la "selezione incontrollata". Questa richiede due caratteristiche, una caratteristica che esiste, come la coda vivace, e una propensione esistente nella femmina a selezionare quella caratteristica. Le femmine preferiscono le code più elaborate, e così quei maschi sono in grado di accoppiarsi con successo. Sfruttando la psicologia della femmina, si mette in atto un ciclo di retroazione positiva e la coda diventa sempre più grande e più vivace. Alla fine, l'evoluzione si stanilizzerà perché i costi di sopravvivenza per il maschio non permettono che la caratteristica sia elaborata ulteriormente. Esistono due teorie per spiegare la selezione incontrollata. La prima è la teoria dei buoni geni. Questa teoria afferma che un'esibizione elaborata è un segnale onesto di idoneità e che l'esemplare che esibisce quella caratteristica è veramente un compagno migliore per l'accoppiamento. La seconda è l'ipotesi dell'handicap. Questa spiega che la coda del pavone è un handicap, che richiede energia per essere mantenuta e lo rende più visibile ai predatori. Così, il segnale è costoso da mantenere, e rimane un indicatore onesto della condizione del segnalante. Un'altra assunzione è che il segnale sia più costoso da produrre per i maschi di bassa qualità che per i maschi di qualità superiore. Questo è semplicemente perché i maschi di qualità superiore hanno maggiori riserve di energia disponibili da allocare nella segnalazione costosa.

### Aspetti cognitivi
Etologi e sociobiologi hanno analizzato tipicamente la comunicazione animale in termini di risposte più o meno automatiche agli stimoli, senza sollevare la questione se gli animali interessati capiscano il significato dei segnali che emettono e ricevono. Questa è una domanda chiave nella cognizione animale. Ci sono alcuni sistemi di segnali che sembrano esigere una comprensione più avanzata. Un esempio molto discusso è l'uso dei richiami di allarme da parte dei cercopitechi verdi. Robert Seyfarth e Dorothy Cheney dimostrarono che questi animali emettono richiami di allarme diversi in presenza di predatori diversi (leopardi, aquile e serpenti), e le scimmie che sentono i richiami rispondono appropriatamente, ma questa abilità si sviluppa nel tempo e tiene conto anche dell'esperienza dell'individuo che emette il richiamo. Anche la metacomunicazione, discussa sopra, sembra richiedere un processo cognitivo più sosfisticato.
È stato riferito in uno studio che i tursiopi possono riconoscere informazioni sull'identità di altri esemplari dai fischi che questi emettono anche quando il fischio viene spogliato delle sue caratteristiche distintive, rendendo così i delfini gli unici animali oltre agli esseri umani che si è dimostrato trasmettono informazioni sull'identità indipendentemente dalla voce o dalla localizzazione dell'interlocutore. Lo studio conclude che:
(V. M. Janik, et al.)

### Comportamento umano
Un altro tema controverso è la misura in cui i comportamenti umani assomigliano alla comunicazione animale, o se tutta questa comunicazione sia scomparsa come risultato della nostra capacità linguistica. Alcune di queste nostre caratteristiche corporee — sopracciglia, barbe e baffi, voci profonde dei maschi adulti, forse seni femminili — assomigliano fortemente ada adattamenti per produrre segnali. Etologi come Irenäus Eibl-Eibesfeldt hanno sostenuto che gesti facciali come sorridere, sogghignare e il lampo delle sopracciglia nel salutare sono segnali comunicativi umani universali che possono essere legati a segnali corrispondenti in altri primati. Dato quanto recentemente è emersa la lingua parlata, è molto probabile che il linguaggio corporeo umano includa effettivamente alcune risposte più o meno involontarie che hanno un'origine simile alla comunicazione animale.
Gli esseri umani spesso cercano di imitare i segnali comunicativi degli animali al fine di interagire con loro. Ad esempio, i gatti danno una risposta affiliativa blanda chiudendo lentamente gli occhi; gli esseri umani imitano questo segnale nei confronti di un gatto domestico per stabilire una relazione tollerante. Accarezzare, coccolare e strofinare gli animali sono tutte azioni che probabilmente funzionano attraverso i loro naturali schemi di comunicazione interspecifica.
I cani hanno mostrato un'abilità di capire la comunicazione umana. Nei compiti di scelta degli oggetti, i cani utilizzano gesti comunicativi umani come il puntamento e la direzione dello sguardo al fine di localizzare giochi o cibi nascosti. È stato anche dimostrato che i cani esibiscono un'inclinazione a sinistra dello sguardo quando guardano le facce umane, indicando che sono capaci di leggere le emozioni umane. È interessante notare che i cani non fanno uso della direzione dello sguardo né esibiscono l'inclinazione a sinistra dello sguardo con altri cani.
Nel XXI secolo un nuovo approccio nel campo della comunicazione animale usa l'analisi comportamentale applicata (applied behaviour analysis, ABA), specificamente l'addestramento alla comunicazione funzionale (functional communication training, FCT). Questo FCT è stato usato precedentemente nelle scuole e nelle cliniche con esseri umani aventi bisogni speciali, come i bambini con autismo, per aiutarli a sviluppare il linguaggio. Sean Senechal nell'AnimalSign Center ha usato un approccio simile a questo FCT con gli animali addomesticati, come i cani (dal 2004) e i cavalli (dal 2000) con risultati incoraggianti e benefici per gli animali e le persone. L'addestramento alla comunicazione funzionale per gli animali, Senechal lo chiama AnimalSign Language (letteralmente "lingua dei segni animale"). Questa include l'insegnamento della comunicazione attraverso i gesti (come la lingua dei segni americana), il sistema di comunicazione per scambio di immagini (Picture exchange communication system, PECS), il picchiettio e la vocalizzazione. Per gli animali il processo comporta tecniche semplificate e modificate.

### Linguistica
Per la linguistica, l'interesse per i sistemi di comunicazione animale risiede nelle loro somiglianze e nelle loro differenze rispetto alla lingua umana.
1. Le lingue umane sono caratterizzate dall'avere una doppia articolazione (nella caratterizzazione del linguista francese André Martinet). Significa che le espressioni linguistiche complesse possono essere scomposte in elementi significativi (come i morfemi e le parole), che a loro volta sono composte di elementi fonetici minimi che influenzano il significato, chiamati fonemi. I segni animali, tuttavia, non esibiscono questa struttura duale.
2. In generale, gli enunciati animali sono risposte a stimoli esterni, e non si riferiscono a questioni lontane nel tempo e nello spazio. Questioni di rilievo a distanza, come fonti di cibo distanti, tendono invece ad essere indicate ad altri individui mediante il linguaggio corporeo, ad esempio l'attività del lupo prima di una caccia, o l'informazione trasmessa nella danza delle api. Non è perciò chiaro in che misura gli enunciati siano risposte automatiche (ossia istintive) e in che misura l'intento (e quindi un processo di elaborazione) giochi una parte.
3. Al contrario della lingua umana, i sistemi di comunicazione animale di solito non sono in grado di esprimere generalizzazioni concettuali. (I cetacei e alcuni primati possono essere eccezioni notevoli.)
4. Le lingue umane combinano elementi per produrre nuovi messaggi (una proprietà nota come creatività). Un fattore in questo processo è che gran parte della crescita della lingua umana si basa su idee concettuali e strutture ipotetiche, essendo entrambe capacità di gran lunga maggiori negli esseri umani che negli animali. Questo appare molto meno comune nei sistemi di comunicazione animale, sebbene la ricerca attuale sulla cultura animale sia un processo ancora in corso con molte nuovi aspetti da scoprire.

Una recente ed interessante area di sviluppo è la scoperta che neanche l'uso della sintassi nella lingua, e l'abilità di produrre "frasi", è limitata agli esseri umani. Le prime prove valide di sintassi negli esseri non umani, riportate nel 2006, sono del cercopiteco nasobianco maggiore (Cercopithecus nictitans) della Nigeria. Queste sono le prime prove che alcuni animali possono prendere unità discrete di comunicazione e montarle in una sequenza che porta poi un significato diverso dalle singole "parole":
I cercopitechi nasibianchi maggiori hanno due suoni di allarme principali. Un suono conosciuto oomatopeicamente come "pyow" avverte di un leopardo in agguato, e un suono di tosse che gli scienziati chiamano "tosse stizzosa" si usa quando un'aquila sta volando nei paraggi.
"Osservazionalmente e sperimentalmente abbiamo dimostrato che questa sequenza [fino a tre 'pyow' seguiti da fino a quattro colpi di 'tosse stizzosa'] serve a suscitare il movimento del gruppo... la sequenza 'pyow-tosse stizzosa' significa qualcosa come 'andiamo!' [un comando che dice agli altri di muoversi]... Le implicazioni sono che i primati sono almeno in grado di ignorare la consueta relazione tra un singolo richiamo di allarme, e il significato che esso potrebbe trasmette in certe circostanze... A nostra conoscenza queste sono le prime prove valide di un sistema di comunicazione naturale di tipo sintattico in una specie non umana."
Risultati simili sono stati riportati recentemente nel cercopiteco di Campbell.